# Miguel Ángel Gómez Naharro
Miguel Ángel Gómez Naharro (Casas de Miravete, Cáceres, 1953) es un cantautor extremeño. Hasta 2021 ha publicado nueve obras: cinco CD, tres libros-CD y un CD recopilatorio. Compagina su actividad musical con la docencia en la educación secundaria, de la que ya se ha jubilado.
En 2004 publicó su primer libro-CD, Canciones lusitanas, en el que puso música a 10 poesías de poetas extremeños y portugueses. Para ello contó con una ayuda del Gabinete de Iniciativas Transfronterizas de la Junta de Extremadura.  Dos años después realizó otro libro-CD titulado Canciones guerrilleras, con himnos revolucionarios del siglo XX.
En 2010 publicó un tercer libro-CD, editado por la Asamblea de Extremadura, en el que recopiló 23 poesías musicalizadas escritas en diferentes lenguas de la península ibérica.
En 2015 participó en el congreso 'Cantautaria' sobre la canción de autor en España,y en 2024 en el Festival Barnasants de canción de autor.

## Discografía
- Paseo literario por Extremadura (1992)
- Paseo Hispánico. Poetas del siglo XII al XX (1995)
- Vida (2001)
- Canciones lusitanas (2004)
- Canciones guerrilleras (2006)
- Gómez Naharro. Antología (2010)
- The essential NAHARRO (2013, recopilatorio)
- 18 poetas contemporánea (2021)
- Agua fresca (2021)